# 1890-ті в театрі
1890-ті роки в театрі

## Події
- Написані драматургічні твори провідних авторів: «Портрет Доріана Грея» (1891) та «Як важливо бути серйозним» (1895) Оскара Вайлда, «Дядя Ваня» (1897) Антона Чехова та інші. Постановки одразу з'являлися на театральних сценах.

## Прем'єри
1895
- 14 лютого —

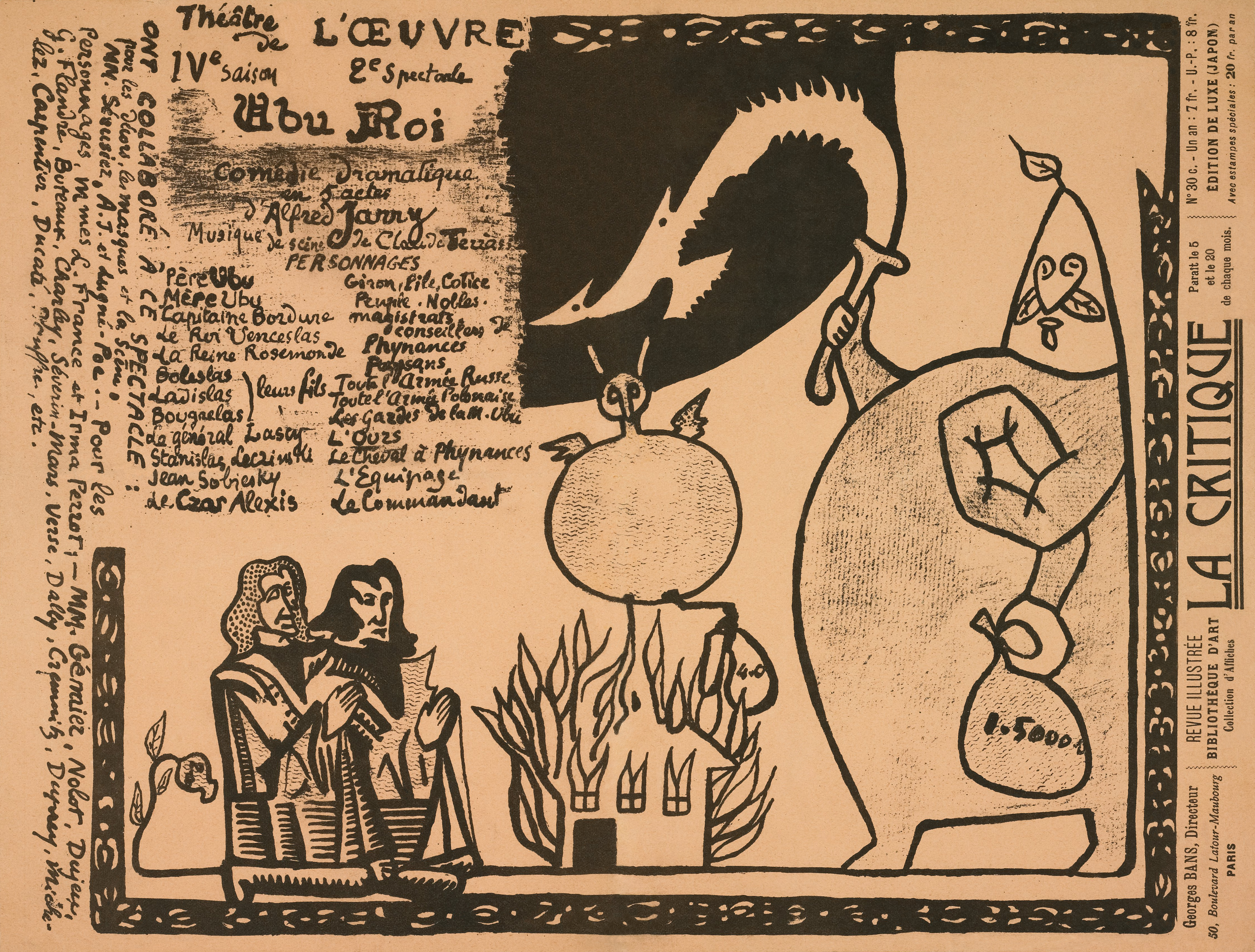
Прем'єрна програмка вистави «Король Убю», Театр «Евр», 1896

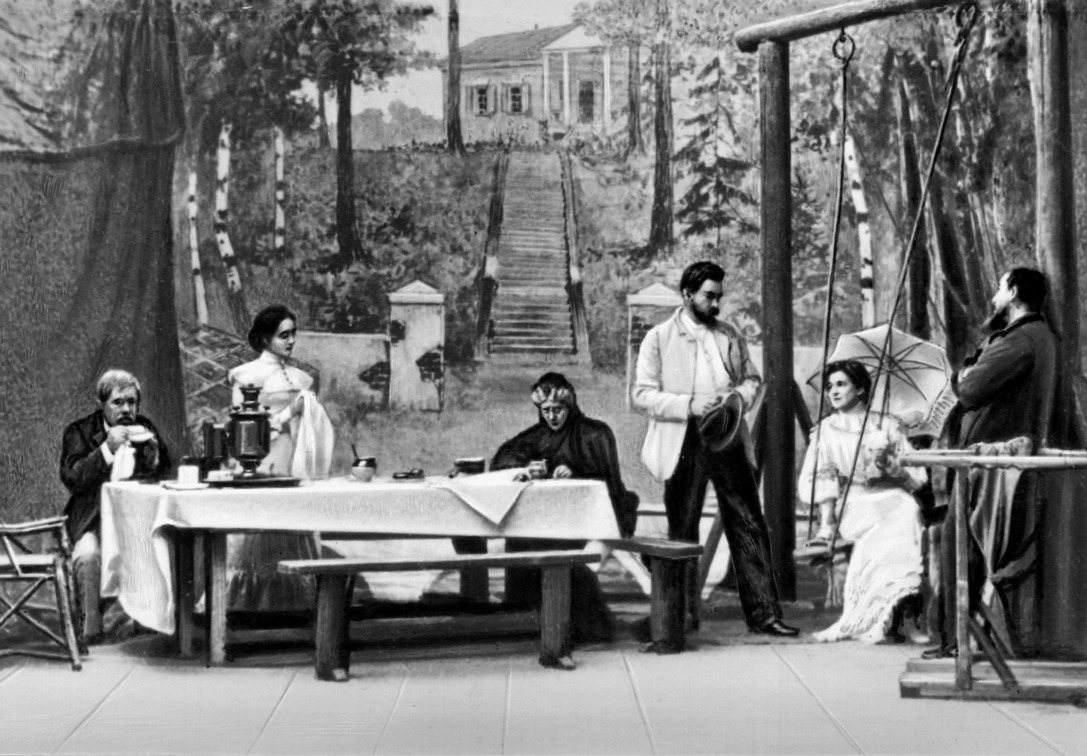
Сцена першого акту вистави «Дядя Ваня», Московський художній театр, 1899

  - «Як важливо бути серйозним. Несерйозна комедія для серйозних людей» за однойменною п'єсою Оскара Вайльда (реж. ???, Театр Сент-Джеймс, Лондон)

1898
- 10 грудня —
  - «Король Убю» за однойменною п'єсою[en] Альфреда Жаррі (реж. Орельен Люньє-По, Театр «Евр»[en], Париж)

1898
- 7 листопада (26 жовтня) —
  - «Дядя Ваня» за однойменною п'єсою Антона Чехова (реж. Костянтин Станіславський та Володимир Немирович-Данченко, Московський художній театр, Москва) (Костянтин Станіславський в ролі Астрова, Ольга Кніппер — Олена)[1]

## Персоналії

### Народилися
1890
- 9 січня —
  -  Карел Чапек (с. Малі Святоновиці, Богемське королівство, Австро-Угорщина) — чеський письменник

- 26 квітня —
  -  Микола Зеров (м. Зіньків, Полтавська область) — український літературознавець, критик, полеміст, перекладач.

- 15 травня —
  -  Кетрін Енн Портер (Індіан-Крік, Браун, Техас, США) — американська журналістка, письменниця та громадський діяч (авторка стовбця театральної критики та світської хроніки в газеті Critic міста Форт-Верт у 1917 році).

1891
- 27 січня —
  -  Павло Тичина (с. Піски, Козелецький повіт, Чернігівська губернія, Російська імперія) — український поет-модерніст, державний діяч (працював помічником хормейстера у театрі Миколи Садовського (1916—1917)[2])

- 14 березня —
  -  Амвросій Бучма (м. Львів, Австро-Угорщина) — український театральний і кіноактор

- 15 травня —
  -  Михайло Булгаков (м. Київ, Російська імперія) — російський і український письменник

1897
- 17 грудня —
  -  Варвара Чайка (справжнє прізвище — Рубашка) (с. Перекіп, нині Валківського району Харківської області) — українська актриса театру і кіно, заслужена артистка Української РСР[3]

1898
- 17 грудня —
  -  Бертольт Брехт (Аугсбург, Баварія) — німецький драматург і поет, засновник епічного («діалектичного») театру.

1899
- 5 травня —
  -  Марсель Ашар (фр. Marcel Achard) (справжнє прізвище — Марсель-Огюстен Ферреоль (фр. Marcel-Augustin Ferréol) (м. Сент-Фуа-ле-Ліон, Франція) — французький сценарист і драматург (п'єси «Життя прекрасне», «Поруч з моєю блондинкою» ін.)